# ارتباط جيني

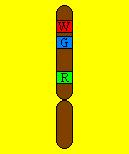

الارتباط الجيني أو الارتباط الوراثي يشير إلى ميول جينات معينة لأن تُورثَ سوياً خلال عملية الانتصاف، أي أنها تكون مرتبطة ببعضها البعض وراثياً. فحيث يذهب أحدهم، يذهب الجميع. الجينات تكون مرتبطة عندما تكون متموضعة في مواقع متقاربة على الكروموسوم الواحد. وهذا يخالف قانون مندل الثاني الذي ينص على أنَّ توريث أي سمة يكون مستقلاً عن توريث أي سمة أخرى. فهذا القانون لا ينطبق إلا على الجينات غير المرتبطة جينيا. فالجينات التي تكون مواقعها الصبغوية متجاورة، يقل احتمال تفرقتها إلى كروماتيدين مختلفين أثناء التعابر الكروموسومي (تبادل الدنا بين صبغيين متماثلين)، ولذلك يقال عنها أنها مرتبطة جينيا. أما الجينات التي تقع على كروموسومات مختلفة، فهي عادةً لا تكون مرتبطة نتيجاً للتوزيع المستقل للكروموسومات في عملية الانتصاف.
الارتباط الجيني يُقاس بنسبة التأشيب الذي يحدث بين المواضع الكروموسومية، أي أنَّ الوتيرة التي يتفرق بها أي جينين خلال التأشيب هي المقياس للارتباط الجيني. وتُقاس المسافة الجينية عادة بوحدة سنتي مورغان (centiMorgan)، حيث تزداد قيمة السنتي مورغان كلما زادت المسافة بين الجينات، وبالتالي يزداد احتمال تفرقهما أثناء التأشيب. وعندما تكون الجينات متباعدة أكثر فإن احتمال تفرقتها يكبر.